# Milky Way (album)
Pour les articles homonymes, voir Milky Way (homonymie).
Albums de Bas
Too High to Riot
(2016)
Singles
1. Boca Raton (feat. A$AP Ferg)
Sortie : 19 août 2018
2. Tribe (feat. J. Cole)
Sortie : 22 août 2018

Milky Way est le troisième album studio du rappeur américain Bas, sorti le 24 août 2018 sous le label Dreamville Records, filiale d'Interscope Records.

## Liste des pistes
| No  | Titre                                                           | Auteur | Producteur(s)                                                                   | Durée |
| --- | --------------------------------------------------------------- | --- | ------------------------------------------------------------------------------- | ----- |
| 1.  | Iracus (featuring Ari Lennox)                                   | Abbas Hamad, Joshua Morgan, Ron Gilmore, Jermaine Cole                                                                 | Ron Gilmore, Meez                                                               | 4:22  |
| 2.  | Front Desk                                                      | A. Hamad | Kurzweil, J. Cole (add.), Ron Gilmore (add.)                                    | 3:20  |
| 3.  | Tribe (featuring J. Cole)                                       | A. Hamad, J. Cole, Markus Randle                                                                                       | J. Cole, Childish Major                                                         | 3:58  |
| 4.  | Boca Raton (featuring A$AP FERG)                                | A. Hamad, Darold Ferguson, Kai Wright                                                                                  | Sango                                                                           | 3:17  |
| 5.  | Barack Obama Special                                            | A. Hamad, R. Gilmore, Kaleb Rollins, Andy Razaf, Fats Waller, Marco Soto                                               | Ron Gilmore, Click N Press (add.)                                               | 3:07  |
| 6.  | Purge                                                           | A. Hamad, R. Gilmore, J. Cole, Michael Noyce, John Welch                                                               | Christo, Ron Gilmore, J. Cole (add.)                                            | 3:06  |
| 7.  | Fragrance (featuring Correy C)                                  | A. Hamad, Correy Christopher Chatham                                                                                   | Cedric Brown, Ron Gilmore (add.), Meez (add.), TEC BEATZ (add.), J. Cole (add.) | 3:37  |
| 8.  | Infinity (interlude)                                            | A. Hamad, Gloria Clemente, Billy Hoyle                                                                                 | Sango                                                                           | 0:20  |
| 9.  | Infinity +2 (featuring Correy C)                                | A. Hamad, Jay Oyebadejo, J. Cole, Ryan Olson, Channy Leaneagh                                                          | Kurzweil                                                                        | 1:54  |
| 10. | Sanufa                                                          | A. Hamad, J. Cole, R. Gilmore                                                                                          | J. Cole, Ron Gilmore                                                            | 2:45  |
| 11. | Great Ones (interlude)                                          | |                                                                                 | 0:35  |
| 12. | PDA                                                             | A. Hamad, R. Gilmore, J. Oyebadejo, Ali Gabir Oussama, Devonté Hynes, Brandon Sewell, Rodney Franklin, Adam Bainbridge | Ogee, TEC BEATZ (add.), KQuick (add.), Ron Gilmore (add.), Kurzweil (add.)      | 2:58  |
| 13. | Designer                                                        | A. Hamad, J. Welch, K. Rollins, R. Gilmore, Tom Misch, C. Brown                                                        | KQuick, Bas, Christo, Ron Gilmore, Ced Brown, Mohamed Hamad                     | 2:53  |
| 14. | Spaceships + Rockets (featuring LION BABE, Moe Moks & mOma+Guy) | A. Hamad, Lucas Goodman, Jillian Hervey, Moses Mokuolou, D. Manuel, D. Honer, J. Gosling, J. Smith                     | Astro Raw, mOma+Guy                                                             | 3:31  |

- (add.) signifie un producteur additionnel